# Ljuskivig sköldlav
Ljuskivig sköldlav (Melanelixia subargentifera) är en lavart som först beskrevs av William Nylander och fick sitt nu gällande namn av O. Blanco, A. Crespo, Divakar, Essl., D. Hawksw. & Lumbsch. 

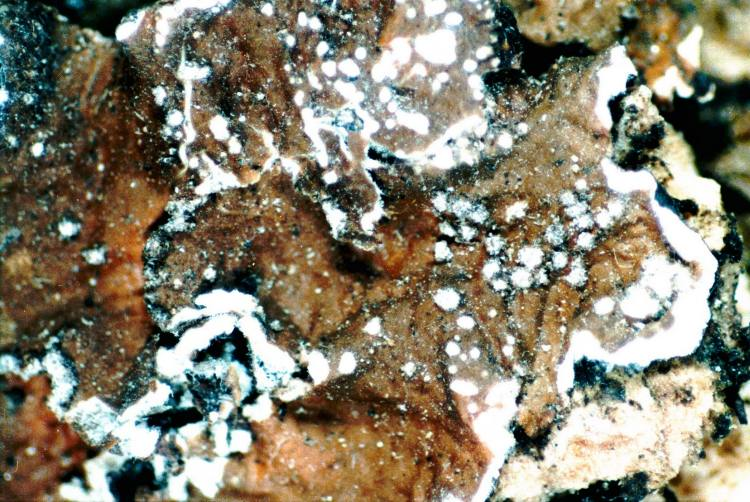
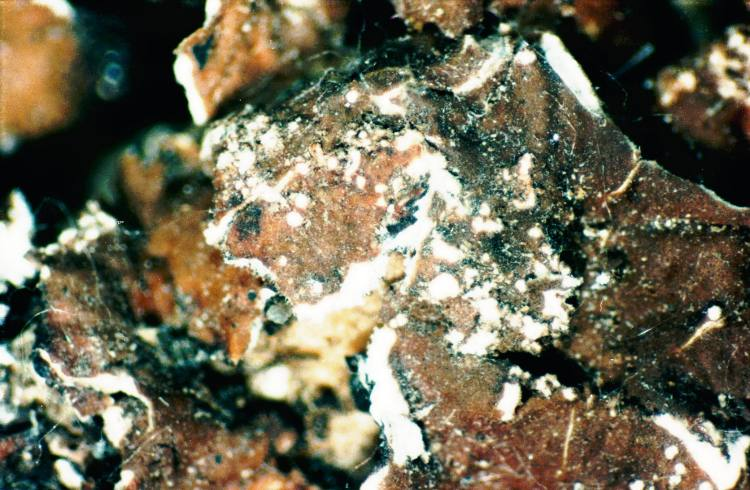
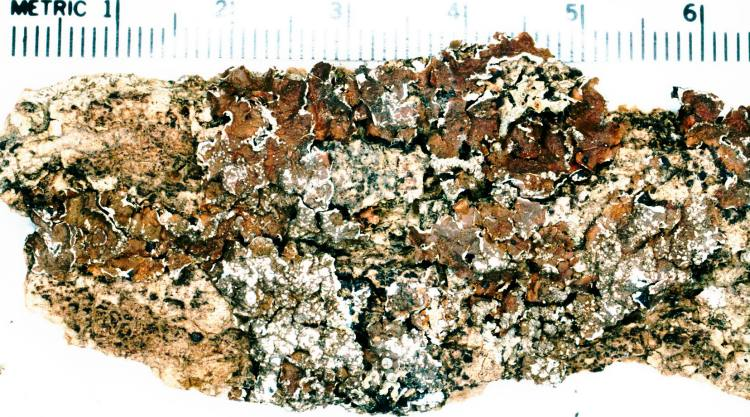

Ljuskivig sköldlav ingår i släktet Melanelixia och familjen Parmeliaceae.  Arten är reproducerande i Sverige. Inga underarter finns listade i Catalogue of Life.